# 水口雅
水口 雅（みずぐち まさし、1955年 - ）は、日本の小児科医師、神経科学者。東京大学名誉教授。学位は医学博士（東京大学・1989年）。
心身障害児総合医療療育センター むらさき愛育園 園長。専門は小児神経学、神経病理学など。

## 人物・来歴
1980年東京大学医学部医学科 卒業、同年東京都立神経病院 小児科勤務、1988年東京大学医学部 脳研究施設脳病理学 助手、1991年東京大学医学部附属病院 小児科学 助手、1993年国立精神・神経センター神経研究所疾病研究 第2部室長。1996年自治医科大学 小児科学 助教授。
2004年東京大学大学院医学系研究科 生殖・発達・加齢医学専攻 小児科学 助教授、2007年東京大学大学院医学系研究科 国際保健学専攻 国際生物医科学講座 発達医科学分野 第5代主任教授、2021年東京大学定年退官、東京大学 名誉教授。
東大退官後、心身障害児総合医療療育センター むらさき愛育園 園長に就任。

## 著書
- 『小児神経・発達診断 (ポケットプラクティスシリーズ) 単行本』中山書店、2010年8月18日。ISBN 978-4521732633
- 『今日の小児治療指針 第16版 単行本』医学書院、2015年9月10日。ISBN 978-4260020848

など。

## 所属学会
- 日本小児科学会
- 日本神経感染症学会
- 日本小児神経学会
- 日本神経病理学会

など